# Liste du patrimoine mondial aux Kiribati
Cet article recense les sites inscrits au patrimoine mondial aux Kiribati.

## Statistiques
Les Kiribati acceptent la Convention pour la protection du patrimoine mondial, culturel et naturel le 12 mai 2000. Le premier site protégé est inscrit en 2010.
En 2013, les Kiribati compte 1 site inscrit au patrimoine mondial,  naturel.

## Liste
Le site suivant est inscrit au patrimoine mondial.
| Id.  | Bien                          | Îles        | Année | Superficie (ha) | Critères et notes    | Coordonnées                  | Illus. |
| ---- | ----------------------------- | ----------- | ----- | --------------- | -------------------- | ---------------------------- | ------ |
| 1325 | Aire protégée des îles Phœnix | Îles Phœnix | 2010  | 40 825 000      | Naturel, (vii), (ix) | 3° 39′ 00″ S, 172° 51′ 29″ O |        |